# Roman Landowski
Roman Landowski (ur. 25 listopada 1937 w Świeciu, zm. 22 sierpnia 2007 w Tczewie) – polski poeta, prozaik i publicysta, regionalista kociewski, Honorowy Obywatel Miasta Tczewa.

## Życiorys
Ojciec Landowskiego został zamordowany przez Sowietów.
Mieszkał w Tczewie od 1950 roku, był między innymi księgarzem, bibliotekarzem i edytorem. Założył teatr poezji i publicystyki Scena Literacka „Propozycje”, który prowadził w latach 1964–1975. Był jednym z założycieli Towarzystwa Miłośników Ziemi Tczewskiej, Kociewskiego Kantoru Edytorskiego oraz Dyskusyjnego Klubu Filmowego „Sugestia”. Kierował redakcją „Kociewskiego Magazynu Regionalnego”, czasopisma społeczno-kulturalnego poświęconego historii i współczesności Kociewia. Był autorem „Bedekera Kociewskiego”.
Jako pisarz debiutował w 1958 w Bydgoszczy kilkoma wierszami na łamach prasy wojskowej. Jego debiutem książkowym był zbiór poezji „Pejzaże serdeczne” (ZK-P, Gdańsk 1979).
W 2003 Rada Miasta Tczewa przyznała mu tytuł Honorowego Obywatela w uznaniu jego zaangażowania na rzecz Tczewa i Kociewia oraz za promocję miasta i twórczość literacką. 14 listopada 2013 na staromiejskim deptaku w Tczewie odsłonięto ławeczkę dedykowaną pisarzowi.

## Twórczość
- Pejzaże serdeczne. Wiersze, Gdańsk: Zrzeszenie Kaszubsko-Pomorskie, 1979.
- Jasna i Dersław. Baśnie, podania i opowieści z Kociewia, Gdańsk: Wydawnictwo Morskie, 1981.
- Ziemia czeka na dłoń,  Olsztyn; Białystok: Pojezierze, 1981.
- Wyrok u Wszystkich Świętych, Katowice: Krajowa Agencja Wydawnicza, 1985.
- Szkice regionalne. Arkusz poetycki Andrzeja Grzyba, Romana Landowskiego, Romana Senskiego, Tczew; Starogard Gdański: Kociewski Kantor Edytorski, 1987.
- Pieśń ujdzie cało. O działalności Chóru Męskiego „Echo” w Tczewie, Gdańsk: Wojewódzki Ośrodek Kultury; Tczew: Klub Kultury Fabryki Przekładni Samochodowych „Polmo”, 1988.
- Łabędzi lot Damroki. Baśnie i podania z pomorskich jezior, Gdańsk: Wydawnictwo Morskie, 1989.
- Wychodzenie z mroku. Modlitwy grzesznego poety, Tczew: Kociewski Kantor Edytorski, 1990.
- Muzyka na wierzby i płowiejące niwy, Tczew: Kociewski kantor Edytorski, 1992.
- Kultura ludowa Kociewia, Tczew: Kociewski Kantor Edytorski, 1995.
- Tczew - spacery w czasie i przestrzeni. Cz. 1, Od osady do miasta, Tczew: Gazeta Reklamowa, 1995.
- Tczew - spacery w czasie i przestrzeni. Cz. 2, Ludzie i zdarzenia, Tczew: Gazeta Reklamowa, 1996.
- Tczew w starej fotografii, Tczew: Gazeta Reklamowa; Kociewski Kantor Edytorski, 1997.
- Jasna i Dersław. Baśnie, podania i opowieści z Kociewia, Tczew: Gazeta Reklamowa, 1998.
- Garść śmiechu i pieprzu szczypta, Tczew: Kociewski Kantor Edytorski, 1997.[współautor Andrzej S. Fleming].
- Tczew w starej fotografii, Tczew: Kociewski kantor Edytorski, 1997.
- Tczew w starej fotografii. Cz. 2, Tczew: Gazeta Reklamowa, 1998.
- Powrót do miejsc pamiętanych, Pelplin: „Bernardinum”, 1999.
- Tczew - wizerunek współczesny, Tczew: Kociewski Kantor Edytorski, 1999.
- Dawnych obyczajów rok cały. Między wiarą, tradycją i obrzędem, Pelplin: Bernardinum, 2000.
- Kociewie Tczewskie, Pelplin: Wydawnictwo Diecezji Pelplińskiej „Bernardinum”, 2001.
- Nowy bedeker kociewski, Gdańsk: Polnord - Wydawnictwo Oskar, 2002.
- Powiat tczewski, Pelplin: Wydawnictwo Diecezji Pelplińskiej „Bernardinum”, 2002.
- Świątynie Kociewa Tczewskiego, Tczew: Kociewski Kantor Edytorski; Pelplin : Wydawnictwo Diecezji Pelplińskiej „Bernardinum”, 2002.
- W kuchni i przy stole. Ksiónżka o jeściu na Kociewiu, Tczew: Kociewski Kantor Edytorski; Starogard Gdański: Oficyna Wydawnicza PHU „Promocja”, 2002
- Ptasie rozmowy, Pelplin: „Bernardinum”, 2003.
- 35 lat dla Tczewa i regionu, Tczew: Kociewski Kantor Edytorski; Towarzystwo Miłośników Ziemi Tczewskiej, 2004.
- Legendy kociewskie, Gdynia: Region, 2004 [współautor Andrzej Grzyb].
- Cierpki smak rajskiego jabłka, Gdańsk: Marpress, 2005.
- Okruchy liryczne, Tczew: Kociewski Kantor Edytorski, 2007.
- Tczew w czasie i przestrzeni, Tczew: Kociewski Kantor Edytorski, 2008.
- Gryf i Małgorzata. Baśnie i podania nie tylko z Kociewia, Tczew: Kociewski Kantor Edytorski. Sekcja Wydawnicza Miejskiej Biblioteki Publicznej im. Aleksandra Skulteta, 2009.
- Poezje. 462 utwory zebrane, które Edward Jakiel opracował i zestawił, wstępem i komentarzem godnie opatrzył, natomiast Lech J. Zdrojewski składnie poukładawszy, fotografią z Kociewia uzupełnił, a nad wszystkim Janusz Landowski bacznie czuwał, Tczew: Kociewski Kantor Edytorski Sekcja Wydawnicza Miejskiej Biblioteki Publicznej im. A. Skulteta, 2017.